# Горпенко, Владимир Григорьевич
Владимир Григорьевич Горпенко (укр. Володимир Григорович Горпенко; 3 июля 1941, Буглаки, Житомирская область, Украинская ССР, СССР — 17 октября 2019, Киев, Украина) — советский и украинский кинорежиссёр, актёр и киновед. Доктор искусствоведения (2001).

## Биография
Владимир Григорьевич Горпенко родился 3 июля 1941 года в селе Буглаки.
С 1958 года — актёр вспомогательного состава Житомирского музыкально-драматического театра.
В 1959-1962 годах учился на актёрском, в 1967 году окончил режиссёрский факультет Киевского государственного института театрального искусства имени И. К. Карпенко-Карого, в 1971 году — аспирантуру при нему, после чего стал преподавателем этого института.
В 1963-2002 годах — режиссёр-постановщик Киевской киностудии художественных фильмов им. А. Довженко. В 1969-1991 годах — член Коммунистической партии Советского Союза.
В 1994-2000 годах преподавал в декане кинофакультета, в 2001-2003 годах — факультета журналистики и телеискусства и работал заведующим кафедрой Киевского международного университета, с 2003 года — работал профессором Государственной академии руководящих кадров культуры и искусства Украины, в 2005-2019 годах — ректором Института экранного искусства в Киеве.
Умер 17 октября 2019 года в возрасте 78 лет в Киеве.

## Фильмография

### Режиссёр
- 1967 — Две смерти
- 1972 — Лавры
- 1979 — Дождь в чужом городе
- 1984 — Твоё мирное небо
- 1995 — Кто мы? / Хто ми? (трилогия)
- 1997 — Чернигов / Чернігів

### Актёр
- 1983 — Ускорение — эпизод
- 1984 — Твоё мирное небо
- 1989 — Трудно быть богом
- 2000 — Потерянный рай — академик Рогач

## Награды
- 1973 — Республиканский кинофестиваль «Человек труда на экране» в Жданове: Диплом за режиссёрский дебют (фильм «Лавры», 1972)
- 1996 — Кинофестиваль в Ивано-Франковске: Приз за лучший видеофильм (трилогия «Кто мы?», 1995)
- 1998 — Международный кинофестиваль «Ветер странствий» в Киеве: Гран-при (фильм «Чернигов», 1997)